# While the Earth Sleeps
While the Earth Sleeps (englisch für „Während die Erde schläft“) ist ein Lied der französischen Band Deep Forest aus dem Jahr 1995, in Zusammenarbeit mit dem britischen Pop-Rock-Musiker Peter Gabriel.

## Entstehung und Veröffentlichung
Das Lied wurde von Peter Gabriel und den beiden Deep-Forest-Mitgliedern Éric Mouquet und Michel Sanchez getextet, komponiert sowie produziert.
Die Erstveröffentlichung von While the Earth Sleeps erfolgte als Teil der „European Edition“ des zweiten Deep Forest Studioalbums Boheme bei Columbia Records. Am 16. November 1995 erschien das Lied als Teil des Soundtracks zu dem Spielfilm Strange Days von Kathryn Bigelow sowie am 25. Januar 1996 als Single. Diese erschien als Maxi-Single mit der Albumversion und einer erweiterten Fassung (Long Version) von While the Earth Sleeps sowie dem Titel von Juliette Lewis gesungenen Titel Rid of Me als B-Seite. Rid of Me wurde von PJ Harvey geschrieben und von Daniel Rey und Randy Gerston produziert, ist ebenfalls im Film zu hören, aber nicht Teil des Soundtracks.

## Inhalt
While the Earth Sleeps ist eine Up-tempo-Nummer mit Elementen elektronischer Musik. Der von Peter Gabriel gesungene Liedtext war größtenteils unverständlich. Der Song löste wilde Gerüchte über den Sound seines neuen Albums Up von 2002 aus. Neben Gabriel ist zudem die Stimme der bulgarischen Folksängerin Katya Petrova zu hören.
Der Titel enthält Samples aus Shashvi, Kakabi, gesungen von dem Tsinandali Choir; Dali znaeš, mila majko, vorgetragen von Katya Petrova und Ovgön Chuuvuu aus dem Album Mongolie, Musique Vocale Et Instrumentale.
Die Passage „Dali znaeš, mila majko“ („Weißt du, liebe Mutter?“) stammt aus einem bulgarischen Volkslied. Risto Puleski aus Nižepole, Nordmazedonien, behauptete jedoch, dass der Text des Liedes in mazedonischer Sprache verfasst sei und dass es weder bulgarisch noch ein Volkslied sei, sondern dass er es 1960 geschrieben habe. Diese Behauptung wurde nie bestätigt, und es folgten keine rechtlichen Schritte.

## Mitwirkende

### Musiker
- Peter Gabriel – Hauptgesang
- Katya Petrova – Hauptgesang
- The Tsinandali Choir – Begleitgesang

### Technisches Personal
- Peter Gabriel – Komponist, Liedtexter, Musikproduzent
- Eric Mouquet – Komponist, Liedtexter, Musikproduzent
- Michel Sanchez – Komponist, Liedtexter, Musikproduzent